# Ibrahima Fofana
Ibrahima Fofana (ur. w 1946 w Kindii) – gwinejski piłkarz grający na pozycji obrońcy. W swojej karierze rozegrał 30 meczów w reprezentacji Gwinei.

## Kariera klubowa
W swojej karierze piłkarskiej Fofana grał w klubie Hafia FC.

## Kariera reprezentacyjna
W reprezentacji Gwinei Fofana zadebiutował w 1968 roku. W tym samym roku był w kadrze Gwinei na Igrzyska Olimpijskie w Meksyku. W 1974 roku powołano go do kadry na Puchar Narodów Afryki 1974. Rozegrał w nim jeden mecz grupowy: z Mauritiusem (2:1).
W 1976 roku Fofana został powołany do kadry na Puchar Narodów Afryki 1976. Wystąpił w nim w czterech meczach: grupowych z Egiptem (1:1), z Etiopią (2:1) i z Ugandą (2:1) oraz w grupie finałowej z Nigerią (1:1). Z Gwineą wywalczył wicemistrzostwo Afryki. W kadrze narodowej grał do 1977 roku. Wystąpił w niej 30 razy.